# Општина Хороату Краснеј (Салаж)
Хороату Краснеј (рум. Horoatu Crasnei) општина је у Румунији у округу Салаж.
Oпштина се налази на надморској висини од 360 m.